# Zwitserland op de Olympische Zomerspelen 1952
Zwitserland nam deel aan de Olympische Zomerspelen 1952 in Helsinki, Finland. Op de vorige editie werden nog vijf gouden medailles behaald. Nu bleef de teller steken op twee.

## Medailles

### 1Goud
- Jack Günthard — Turnen, mannen rekstok
- Hans Eugster — Turnen, mannen brug

### 2Zilver
- Fritz Schwab — Atletiek, mannen 10km snelwandelen
- Henri Chammartin, Gustav Fischer en Gottfried Trachsel — Paardensport, dressuur team
- Josef Stalder — Turnen, mannen rekstok
- Hans Eugster, Ernst Fivian, Ernst Gebendinger, Jack Günthard, Hans Schwarzentruber, Josef Stalder, Melchior Thalmann en Jean Tschabold — Turnen, mannen, team
- Enrico Bianchi, Emile Ess, Walter Leiser, Heinrich Scheller en Karl Weidmann — Roeien, mannen vier-met-stuurman
- Robert Bürchler — Schieten, mannen militair geweer, drie posities

### 3Brons
- Oswald Zappelli — Schermen, mannen degen individueel
- Paul Barth, Willy Fitting, Paul Meister, Otto Rüfenacht, Mario Valota en Oswald Zappelli — Schermen, mannen degen team
- Josef Stalder — Turnen, mannen meerkamp
- Josef Stalder — Turnen, mannen brug
- Hans Eugster — Turnen, mannen ringen
- Hans Kalt en Kurt Schmid — Roeien, mannen twee-zonder-stuurman

## Resultaten en deelnemers per onderdeel

### Basketbal

#### Mannentoernooi
- Kwalificatieronde (Groep A)
  - Verloor van Bulgarije (58-69)
  - Verloor van België (49-59) → ging niet verder

### Wielersport

#### Wegwedstrijden
Mannen individuele wegwedstrijd (190.4 km)
- Rolf Graf — 5:12:45.3 (→ 17e plaats)
- Fausto Lurati — 5:24:58.0 (→ 50e plaats)
- Kobi Scherer — niet gefinisht (→ niet geklasseerd)

#### Baanwedstrijden
Mannen 1.000m tijdrit
- Fredy Arber
  - Finale — 1:15.4 (→ 15e plaats)

Mannen 1.000m sprint scratch race
- Fritz Siegenthaler — 16e plaats

Mannen 4.000m ploegenachtervolging
- Hans Pfenninger, Heinrich Müller, Max Wirth en Oscar von Büren
  - Uitgeschakeld in de kwartfinale (→ 8e plaats)

### Schoonspringen
Mannen 3m plank
- Heinz Schaub
  - Voorronde — 47.15 punten (→ 35e plaats)

Vrouwen 10m platform
- Fernanda Martini-Pautasso
  - Voorronde — 30.04 punten (→ 15e plaats)

Argentinië · Australië · Bahama's · België · Bermuda · Birma · Brazilië · Brits-Guiana · Bulgarije · Canada · Ceylon · Chili · China · Cuba · Denemarken · Duitsland · Egypte · Filipijnen · Finland · Frankrijk · Goudkust · Griekenland · Groot-Brittannië · Guatemala · Hongarije · Hongkong · Ierland · IJsland · India · Indonesië · Iran · Israël · Italië · Jamaica · Japan · Joegoslavië · Libanon · Liechtenstein · Luxemburg · Mexico · Monaco · Nederland · Nederlandse Antillen · Nieuw-Zeeland · Nigeria · Noorwegen · Oostenrijk · Pakistan · Panama · Polen · Portugal · Puerto Rico · Roemenië · Saarland · Singapore ·  Sovjet-Unie · Spanje · Thailand · Trinidad en Tobago · Tsjecho-Slowakije · Turkije · Uruguay · Venezuela · Verenigde Staten · Vietnam · Zuid-Afrika · Zuid-Korea · Zweden · Zwitserland